# Magone III
Magone III (IV secolo a.C.) (fl. IV secolo a.C.) fu re di Cartagine.
Egli governò per circa vent'anni, dal 375 a.C. circa al 344 a.C. circa. Il suo successore fu Annone III.